# Contea di Meigs (Ohio)
La contea di Meigs (in inglese Meigs County) è una contea dello Stato dell'Ohio, negli Stati Uniti. La popolazione al censimento del 2000 era di 23 072 abitanti. Il capoluogo di contea è Pomeroy.